# 章申
章申（1933年10月24日—2002年9月3日），男，江苏常熟人，中国化学地理学（景观地球化学）家，曾任中国科学院地理科学与资源研究所研究员。

## 生平
1933年生于江苏常熟。1956年毕业于南京农业大学土壤农业化学系。1962年获苏联莫斯科大学生物学副博士学位。1993年当选为中国科学院院士。